# Concierto para piano para la mano izquierda

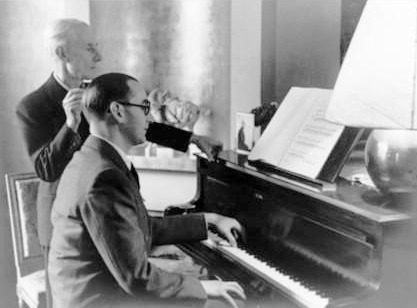
Maurice Ravel

El Concierto para la mano izquierda en re mayor (Concerto pour la main gauche en ré majeur) fue compuesto por Maurice Ravel entre 1929 y 1931, paralelamente al Concierto para piano en sol mayor.

## El concierto
El concierto, al contrario que suele ocurrir con los conciertos clásicos, está basado en un único movimiento, el cual presenta dos temas opuestos que varían continuamente.
El concierto comienza con una lúgubre atmósfera, protagonizada por los violonchelos, los contrabajos y el contrafagot. A estos le precede una tímida orquesta en un pianissimo lúgubre pero oscuro que crece a un inmenso fortissimo de la orquesta al completo.
Tras esto, el piano hace una esplendorosa aparición, una poderosa muestra de virtuosismo en forte, pero variable (crescendos, decrescendos, subito fortes y pianos protagonizan la escena), para finalizar en un glissando al completo que da lugar a la aparición de la orquesta, que aumenta a un fortissimo para luego decaer de nuevo a un mezzopiano. Asimismo, el piano continúa la escena enfrentándose a la orquesta, para reaparecer posteriormente con los vientos en crescendos u decrescendos continuos.
Tras esta pequeña introducción la orquesta realiza un breve pero brutal fortissimo con percusión incluida para luego darle paso a un piano sombrío pero poderoso. Continúa peleando con la orquesta con los vientos (flautas sobre todo) hasta reaparecer los bajos y el contrafagot. La percusión en este motivo juega un papel importante.
La obra continúa en un forte protagonizado por ambas partes, que rápidamente decae para volver a los crescendos y decrescendos que irrumpen el tema. La orquesta continúa con fortissimos que preceden al piano, también fortissimo, para volver a decaer al mezzopiano. Todo esto ocurre sin abandonar la tónica fundamental, re mayor, aunque las disonancias y escalas disonantes hacen su agosto.
La obra prosigue con los arpegios y glissandos del piano, para tras un tema protagonizado por este de lugar a varios sforzatto de la orquesta para acabar con el piano en forte sforzatto. El resultado de esto es una obra bastante impactante y seria, que contrasta enormemente con su otro gran concierto, el concierto para piano en sol del mismo compositor.

## Historia
Paul Wittgenstein nació en 1887 en el seno de una acomodada familia vienesa, cuyo hogar era uno de los epicentros de la cultura en la Austria de finales del siglo XIX. Entusiasta del piano desde corta edad, alumno de prestigiosos maestros tales como Theodor Leschetizki y Josef Labor, tuvo la precocidad y el talento en sus primeros años de vida como para participar en dúos de piano con compositores de la talla de Mahler, Brahms y Richard Strauss en veladas artísticas en su hogar.
Wittgenstein hizo su debut como pianista en 1913 con buen éxito, sin embargo, pese a que su carrera estaba en ascenso, fue llamado a las armas al año siguiente en que empezó la Primera Guerra Mundial. Durante un asalto ruso en Polonia, fue herido de gravedad y apresado por los rusos. Sus heridas en el brazo derecho fueron muy graves, por lo que se le tuvo que amputar. Este lamentable suceso sumió al joven Wittgenstein en una gran agonía y depresión.
Una vez concluida la Guerra, Wittgenstein tomó la decisión de reagrupar todas sus fuerzas y empezó una tarea de estudio y recopilación de toda la música existente para ser interpretada por una sola mano, e incluso su anciano maestro Labor (el cual para entonces estaba totalmente ciego) compuso con la ayuda de Wittgenstein como transcriptor, varias obras para piano especialmente dedicadas a él.
Su talento y perseverancia le merecieron el respeto de la comunidad artística, y muchos afamados compositores tales como Prokófiev, Britten, Korngold, Schmidt, Hindemith y Richard Strauss compusieron música especialmente para él. Sin embargo, ninguna de esas obras alcanzó el brillo y la fama que obtuvo el Concierto para Piano «para la mano izquierda» que compuso Maurice Ravel. Maurice Ravel estaba en proceso de componer su celebrado Concierto en Sol Mayor para Piano cuando recibió en su casa a Paul Wittgenstein, y conmovido por el caso decidió posponer la obra que tenía en proceso y desarrollar la comisión de escribir una obra especialmente para Wittgenstein, tarea que le consumió nueve intensos meses.
La obra fue estrenada en Viena el 5 de enero de 1932, con Wittgenstein en el piano y Robert Heger dirigiendo a la Sinfónica de Viena. En esa primera presentación no estuvo presente Ravel, sin embargo la obra siguió en cartelera en Europa y no fue sino hasta finales de ese mismo año que el compositor pudo escucharla con Wittgenstein en el piano. Ese primer encuentro de ambos luego del concierto no fue nada agradable, dado que Ravel notó que Wittgenstein había hecho cambios en la orquestación de la partitura con los cuales no estaba de acuerdo Ravel[cita requerida].
La conversación entre ambos fue brusca y pesada. Este malestar hizo que Ravel vetara una interpretación de la obra en París a menos que la obra se respetase en su integridad, aspecto que Wittgenstein no aceptó. Esta historia tuvo un final feliz, cuando Wittgenstein aceptó la posición de Ravel y con un acuerdo de paz entre ambos, finalmente la obra se interpretó en París con Wittgenstein en el piano y Ravel dirigiendo la orquesta el 17 de enero de 1933.
- Datos: Q1190499